# Teresa Hernández Sagués
Teresa Hernández Sagués (Burgohondo, Ávila, 1910) fue una activista sindical y comunista española, militante del Partido Socialista Unificado de Cataluña (PSUC)

## Biografía
Su familia se trasladó a principios del siglo XX a Barcelona, sus hermanos ya nacieron en esta ciudad. Trabajadora, activista sindical y de izquierdas, se casó con Roldán Cortada, secretario del Conseller de la Generalitat Rafael Vidiella, con quien tuvo un hijo. En abril de 1937 su marido fue asesinado en Molins de Rey por un pelotón de la CNT-FAI. Al finalizar la guerra civil española, Teresa formaba parte de la dirección clandestina del PSUC y, junto con otros compañeros, participó en la reorganización del partido. Fue detenida a causa de un confidente de la policía infiltrado junto a su hermana, Maria Domènech y María González, todas militantes del PSUC. La llevaron a Jefatura superior de Policía donde la maltrataron y torturaron. El juicio duró tres días y la condenaron a pena de muerte. Al final le conmutaron la pena por 30 años de prisión.
Pasó por el penal de Les Corts, en el que estuvo hasta el año 1955 en que cerrado, y la Modelo. Salió el 12 de mayo de 1956, después de estar casi dieciocho años encerrada, con la condición de permanecer desterrada lejos de Barcelona. Se fue a vivir a un pueblo de Segovia, Pajarejos. Al salir de allí no continuó militando.